# Querré
Querré é uma ex-comuna francesa na região administrativa da Pays de la Loire, no departamento de Maine-et-Loire. Estendeu-se por uma área de 12,41 km². Em 2010 a comuna tinha 319 habitantes (densidade: 25,7 hab./km²).
Em 15 de dezembro de 2016 foi fundida com as comunas de Brissarthe, Contigné, Cherré, Champigné, Marigné e Sœurdres para a criação da nova comuna de Les Hauts-d'Anjou.